# Fatou Thioune
Fatou Thioune (* 17. Juni 1985) ist eine senegalesische Fußballschiedsrichterin.

## Werdegang
Seit 2013 bis 2022 stand Thioune auf der Liste der FIFA-Schiedsrichter und leitete internationale Fußballspiele.
Bei der U-20-Weltmeisterschaft 2016 in Papua-Neuguinea leitete Thioune ein Gruppenspiel.
Beim Afrika-Cup 2018 in Ghana leitete sie ein Spiel in der Gruppenphase.
Thioune ist Unteroffizierin in der senegalesischen Armee im Range eines Sergeants.